# 白旗山
白旗山（しらはたやま/Shirahata-yama・Mt.Shirahata）は北海道札幌市清田区有明に位置する標高321.5mの低山である。
名称は、屯田兵が測量時に白旗を立てたことに由来する。
厚別川・平岡公園の梅林と並ぶ、清田区のシンボルのひとつとされる。

## 白旗山競技場

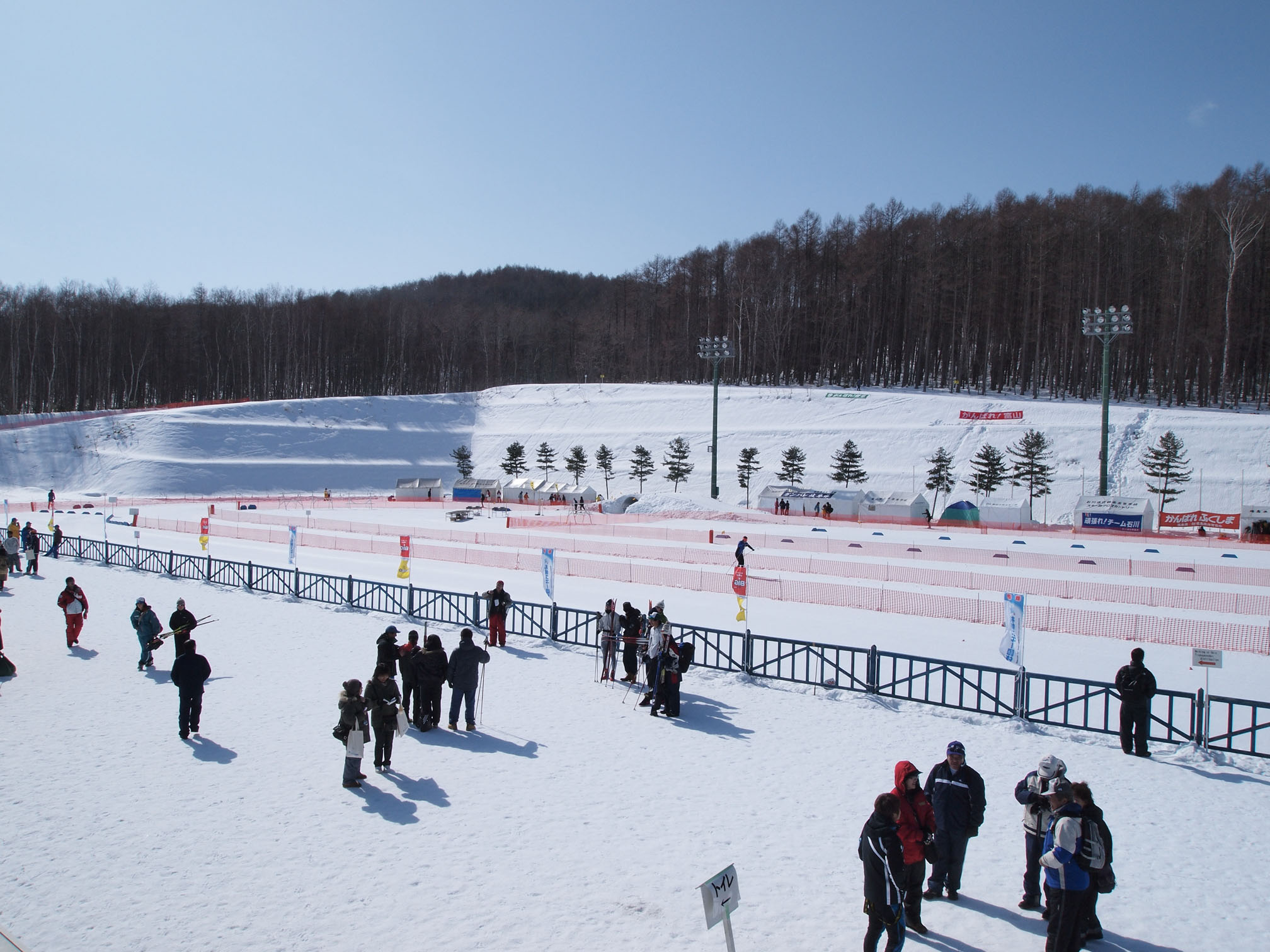
白旗山競技場（2010年2月）

1972年札幌オリンピックで使用された真駒内距離競技場に代わるFIS公認スキー距離競技場として1990年12月に完成。1997年には発着場を白旗山サッカー場として整備した。
競技場の所在地は真栄の番地区域に属する。

### 施設
- 夏季
  - 天然芝サッカー場（105m×68m×2面）
  - ローラースキーコース（延長630m）
- 冬季
  - クロスカントリースキーコース（延長25km、幅6m）
  - 歩くスキーコース（延長4.5km）
- 駐車場（100台）

### 最寄駅
- 札幌市営地下鉄福住駅（福住バスターミナル）より北海道中央バス（大曲営業所。以下同）乗車、「白旗山競技場入口」下車、徒歩。

## 白旗山都市環境林

### 自然観察の森
白旗山の麓に位置する散策用の約4kmのコース。冬季期間中も散策が可能。面積は、850000平方メートル。

#### 施設
- 白旗山森林活用センター（管理事務所） - 開館時間：8時45分-17時15分（毎週木曜と年末年始(12月29日～1月3日))以外、開館）。
- 休憩所（シェルター） - コース内
- トイレ - コース内
- 駐車場

#### 最寄駅
- 札幌市営地下鉄福住駅（福住バスターミナル）より北海道中央バス乗車 、「アンデルセン福祉村1丁目」下車、徒歩20分。

### 有明の滝自然探勝の森

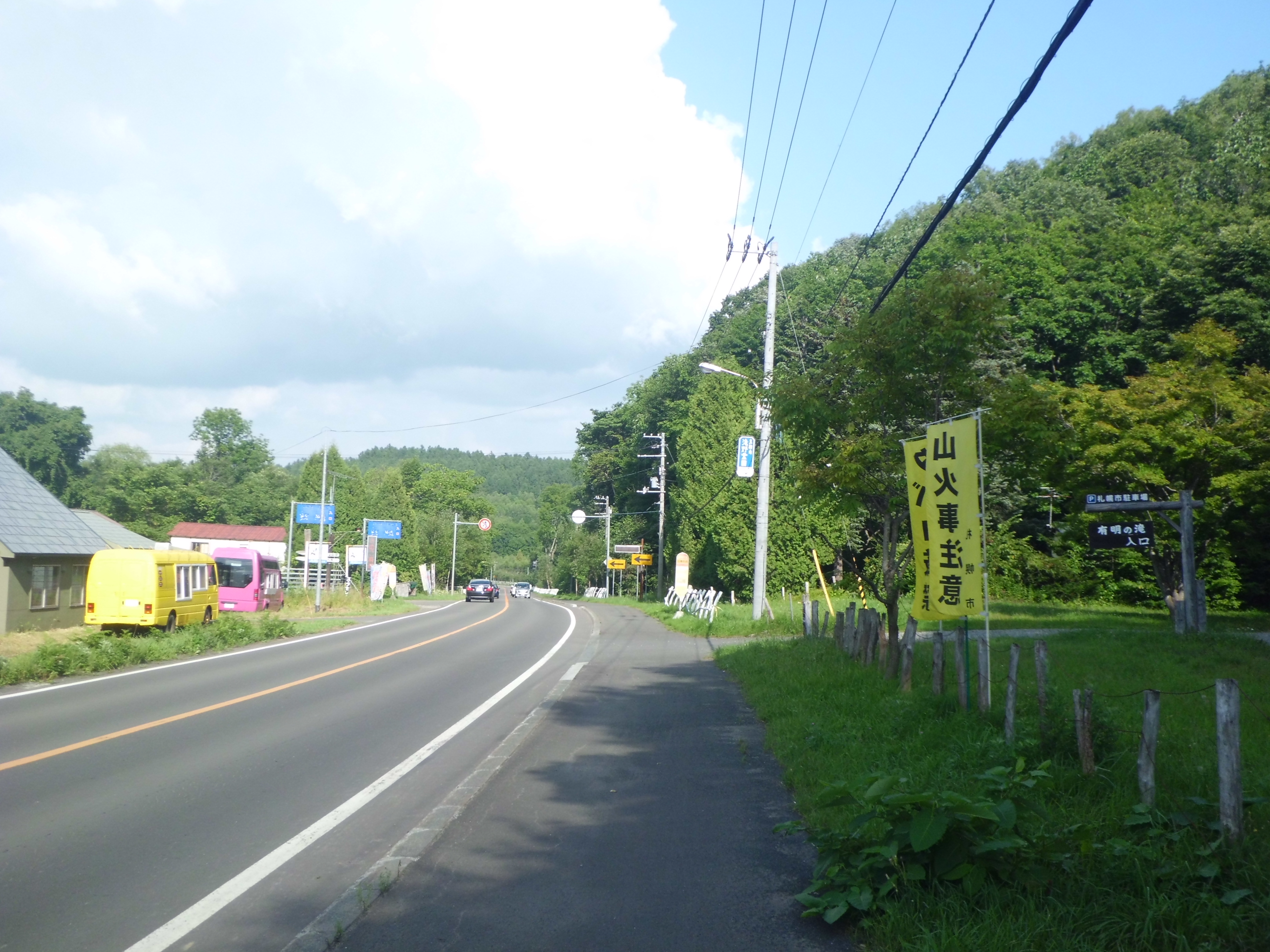
有明の滝 入口

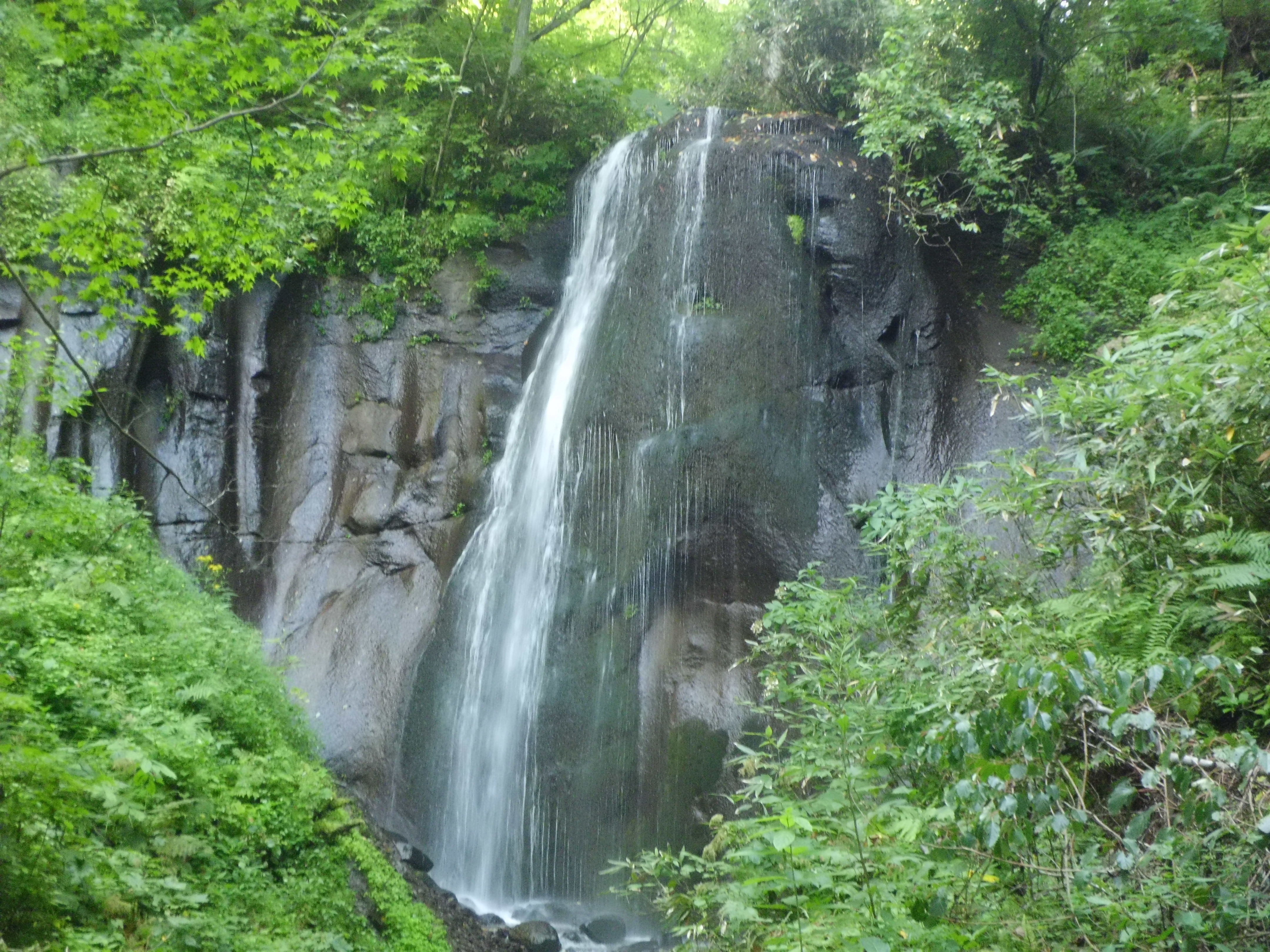
有明の滝

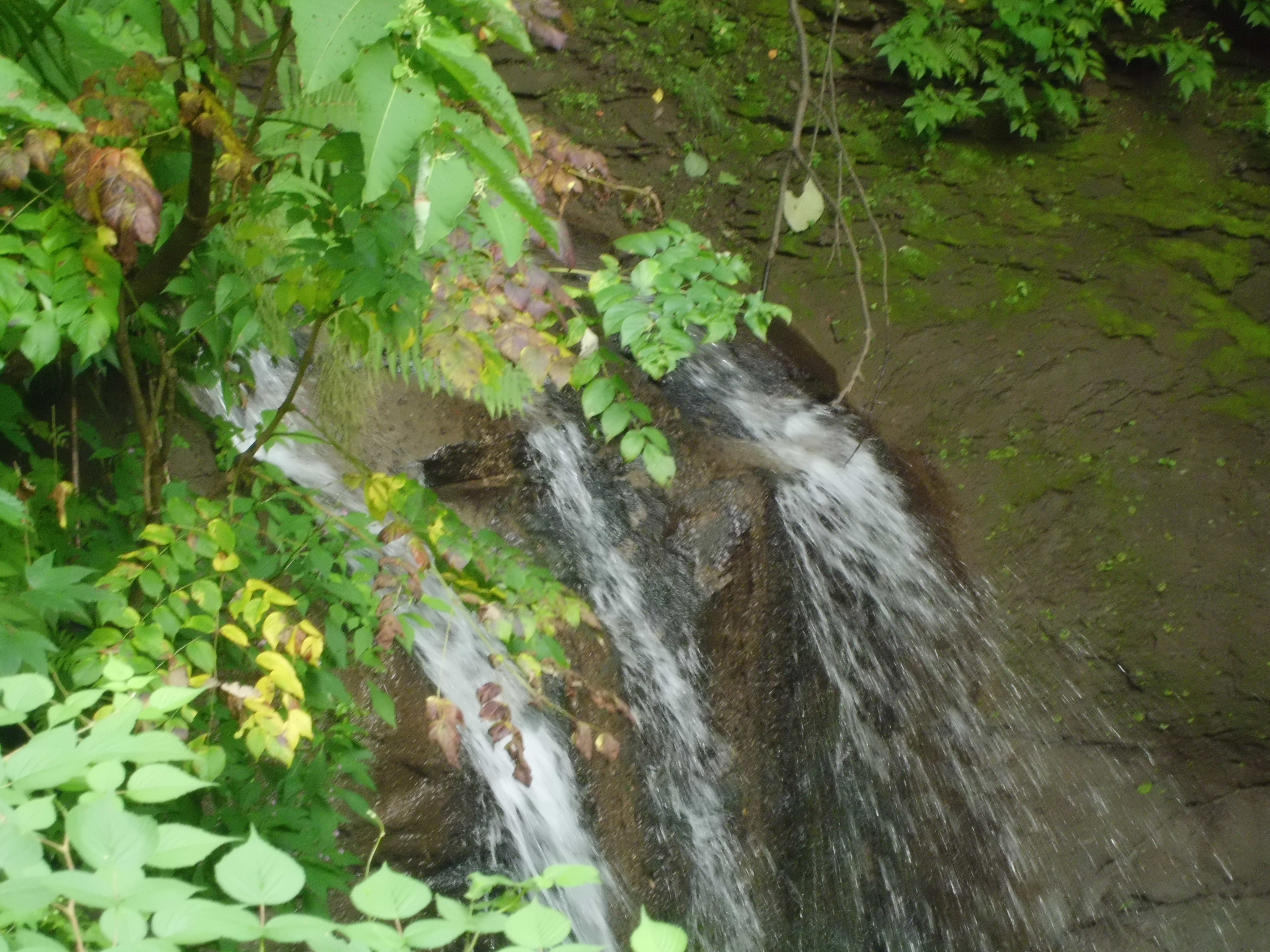
有明小滝

白旗山の麓に位置する散策用の約6kmコース。「有明の滝（落差13m）」「有明小滝（落差5m）」を見ることが可能。面積は、830000平方メートル。冬季期間中は、閉鎖。

#### 施設
- 休憩所（シェルター） - コース内
- トイレ - コース内
- 駐車場

#### 最寄駅
- 札幌市営地下鉄福住駅・「福住バスターミナル」北海道中央バス乗車、「三滝の沢（みたきのさわ）」下車、徒歩1分

### 札幌ふれあいの森

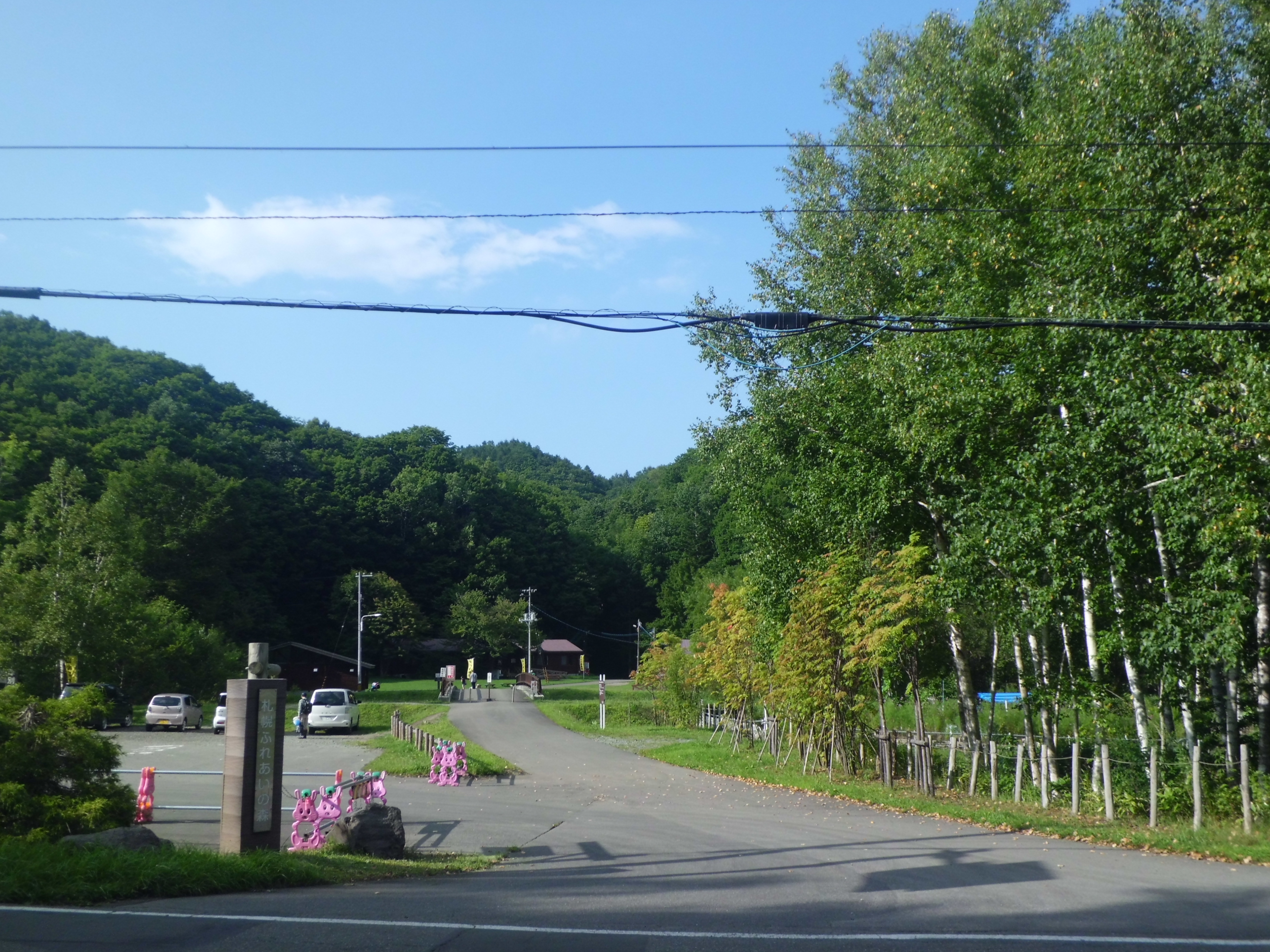
札幌ふれあいの森

白旗山の麓に位置する散策用の約6kmのコースとキャンプ場など施設がある。面積は、1220000平方メートル。  

#### 施設
- ふれあいセンター（管理事務所） - 開園時間：9時00分-17時00分、月曜閉館（月曜が祝・休日の場合は翌日閉館）。 
  - 木工クラフト教室
  - 陶芸教室
- 芝生広場
- 遊水路
- 休憩所（シェルター） - コース内
- キャンプ場
- トイレ
- 駐車場

#### 最寄駅
- 札幌市営地下鉄福住駅（福住バスターミナル）より北海道中央バス乗車、「ふれあいセンター」下車、徒歩1分。